# Kurt Adolf Mautz
Kurt Mautz (1er juin 1911 - novembre 2000) est un écrivain allemand. Il est connu pour ses travaux sur Stifter.

## Biographie
Kurt Adolf Mautz naît à Montigny-lès-Metz le 1er juin 1911. Il étudie d'abord la germanistique, la philosophie et l'histoire de 1930 à 1933 à Francfort-sur-le-Main. Mautz obtient son doctorat en 1936, avec une thèse sur le philosophe Max Stirner. Il enseignera en Lycée et donnera des cours à la "Pädagogische Hochschule" de Francfort, jusqu’à sa retraite en 1972. Kurt Adolf Mautz meurt en novembre 2000, à Wiesbaden, en Allemagne. 

## Travaux
À côté de son travail d'enseignant, Mautz poursuivit ses recherches en littérature, notamment sur l’écrivain néoclassique Adalbert Stifter et le poète expressionniste Georg Heym. Mautz s’essaya lui-même à l’écriture et à la poésie expérimentale. Ses manuscrits sont conservés aux archives municipales de Mayence.

## Publications
- Die Philosophie Max Stirners im Gegensatz zum Hegelschen Idealismus, Berlin, 1936.
- Georg Heym. Mythologie u. Gesellschaft im Expressionismus, Frankfurt am Main, 1961.
- Das antagonistische Naturbild in Stifters "Studien", in: Adalbert Stifter. Studien und Interpretationen. Gedenkschrift zum 100. Todestage, Heidelberg, 1968.
- Natur und Gesellschaft in Stifters "Condor", in: Literaturwissenschaft und Geschichtsphilosophie. Festschrift für Wilhelm Emrich. Berlin, New York, 1975.
- Schreibmaschinenpoesie, München, 1977.
- Passiver Widerstand, Erzählung, 1982.
- Ortsbestimmung. Gedichte; grammatische Balladen; Permutationen, 1984.
- Gedicht Germanisten, in Wasserzeichen der Poesie. Verlag Franz Greno, Nördlingen, 1985.
- Letterntausch, Anagrammgedichte, 1993.
- Der Urfreund, Roman, Paderborn, 1996.
- Deutsche Träume, in: Gedichte und Anagramme. Anabas Verlag, 1999.

## Sources
Kurt A. Mautz sur Katalog der Deutschen Nationalbibliothek.